# 변양균
변양균(卞良均, 1949년 11월 15일 ~ )은  대한민국의 공무원, 기업인이다. 제6대 기획예산처 장관과 노무현 정부의 대통령비서실 정책실장, 스마일게이트인베스트먼트 회장을 역임했고, 윤석열 대통령 경제고문이다.

## 생애
경상남도 통영에서 태어났고, 부산에서 초·중·고등학교를 다녔다. 1973년 고려대학교 경제학과를 졸업하고, 제14회 행정고시에 합격하여 공직을 시작하였다. 경제기획원, 재정경제원, 기획예산처의 주요 요직을 거치며 경제개발, 정부 예산 및 국가 기획 분야의 경제 관료로 근무했다.
1987년 미국 예일대학교에서 경제학 석사 학위를 취득하고, 2002년 서강대학교에서 박사 학위를 취득했다.
노무현 정부에서 2003년 기획예산처 차관을 거쳐 2005년 기획예산처 장관, 2006년 대통령비서실 정책실장을 지냈다. 노무현 대통령의 경제 참모이자 복지비전 설계의 책임자로 노무현 대통령의 경제사회 정책을 기획하고 추진했다. 노무현 정부에서 대통령 정책실장으로 재직하면서 연인이었던 신정아가 근무하는 성곡미술관을 후원하도록 대기업을 압박한 혐의로 기소됐지만 무죄 판결을 받았다.
2015년부터 2020년까지 정보통신기술 벤처기업을 발굴·투자하는 중견 창업투자사 스마일게이트인베스트먼트의 회장을 역임했다. 국내 중견 기업인 (주)옵티스 회장으로 역임하면서 쏠리드-옵티스 컨소시엄을 결성해 국내 3대 휴대폰 기업인 팬택의 인수를 추진한 바 있다.
2022년 7월 15일 윤석열 대통령의 경제고문으로 위촉된다.

## 학력
- 부산고등학교
- 고려대학교 경제학 학사
- 예일대학교 대학원 경제학 석사
- 서강대학교 대학원 경제학 박사

## 경력
- 1973년 제14회 행정고시 합격
- 1993년 경제기획원 예산실 예산총괄과장
- 1995년 재정경제원 경제예산심의관
- 2000년 기획예산처 재정기획국장
- 2002년 기획예산처 기획관리실장
- 2003년 제4대 기획예산처 차관
- 2005년 제6대 기획예산처 장관
- 2006년 대통령비서실 정책실장
- 2015~2020년 스마일게이트인베스트먼트 회장
- 2022년 ~ 윤석열 대통령 경제고문 자문위원

## 저서
- 《노무현의 따뜻한 경제학》[8] (ISBN 978-89-5561-629-3)
- 《어떤 경제가 우리를 행복하게 하는가》 (ISBN 978-89-5561-652-1)
- 《경제철학의 전환》 (ISBN 9788955619348)

## 수상
- 1982년 대통령표창
- 1993년 녹조근정훈장

## 사설
- “[여의나루] 젊은이들이 가고 싶어 하는 군대”. 《파이낸셜뉴스》. 2014년 7월 15일.
- “[여의나루] 국가란 무엇인가?”. 《파이낸셜뉴스》. 2014년 11월 20일.
- “[여의나루] 자원배분의 대전환이 필요한 때”. 《파이낸셜뉴스》. 2015년 1월 22일.
- “[여의나루] 정치도 전문가의 시대 돼야”. 《파이낸셜뉴스》. 2015년 2월 24일.
- “[여의나루] 수술을 위한 마취가 되어야”. 《파이낸셜뉴스》. 2015년 4월 21일.
- “[여의나루] '생활 가처분 소득'을 높여줘야”. 《파이낸셜뉴스》. 2015년 5월 14일.
- “[여의나루] 민간이 주도하는 경제 비전”. 《파이낸셜뉴스》. 2015년 6월 9일.
- “[여의나루] 소비하기 좋은 사회”. 《파이낸셜뉴스》. 2015년 7월 7일.